# Spigelia stenocardia
Spigelia stenocardia là một loài thực vật có hoa trong họ Mã tiền. Loài này được (Standl.) Fern. Casas mô tả khoa học đầu tiên năm 2008.